# Spindalior
Spindalior (Spindalidae) är en nyskapad fågelfamilj vars arter traditionellt placerats i familjen tangaror inom ordningen tättingar. DNA-studier visar dock att de tillhör en egen utvecklingslinje i en grupp som även inkluderar de enbart i Västindien förekommande "tangarorna" i Nesospingus, Phaenicophilus och Calyptophilus samt de båda "skogssångarna" Microligea och Xenoligea. Denna grupp står närmare skogssångare och trupialer än tangaror. Inom gruppen är de olika utvecklingslinjerna relativt gamla, där Spindalis skilde sig från närmaste släktingen Nesospingus för nio miljoner år sedan. Det gör att spindaliorna numera ofta lyfts ut i en egen familj, Spindalidae. Andra behandlar hela gruppen som en enda familj, Phaenicophilidae.
Familjen omfattar fyra arter som förekommer i Västindien:
- Kubaspindalis (S. zena)
- Hispaniolaspindalis (S. dominicensis)
- Puertoricospindalis (S. portoricensis)
- Jamaicaspindalis (S. nigricephala)